# Alexander Pollák
Alexander Pollák (17. prosince 1918 Košice – 30. listopadu 1991) byl slovenský fotbalový útočník.

## Hráčská kariéra
V československé lize hrál za Dynamo ČSD / Lokomotívu Košice, vstřelil celkem 21 prvoligovou branku.

### Prvoligová bilance
| Ročník         | Zápasy | Góly | Minuty | Klub              |
| -------------- | ------ | ---- | ------ | ----------------- |
| I. liga 1949   | –      | 1    | –      | Dynamo ČSD Košice |
| I. liga 1950   | –      | 5    | –      | Dynamo ČSD Košice |
| I. liga 1951   | –      | 7    | –      | Dynamo ČSD Košice |
| I. liga 1952   | –      | 6    | –      | Dynamo ČSD Košice |
| I. liga 1953   | 6      | 2    | –      | Lokomotíva Košice |
| CELKEM I. LIGA | –      | 21   | –      |                   |